# Anna de Frísia Oriental
Anna de Frísia Oriental (en alemany Anna Maria von Ostfriesland, i en frisó Anna Maria fan East-Fryslân) va néixer a Auerk (Alemanya) el 23 de juny de 1601 i va morir a Schwerin el 4 de setembre de 1634. Era una noble de Frísia Oriental, de la casa de Cirksena, filla del príncep Enno II d'Ostfriesland (1563-1625) i d'Anna de Schleswig-Holstein-Gottorp (1575-1615).

## Matrimoni i fills
El 4 de setembre de 1622 es va casar a Vhorde Bei Bremervhorde amb Adolf Frederic I de Mecklenburg-Schwerin (1588-1658), fill del duc Joan VII (1558-1592) i de Sofia de Schleswig-Holstein-Gottorp (1569-1634). El matrimoni va tenir vuit fills: 
- Cristià Lluís (1623-1692), duc de Mecklenburg-Schwerin de 1658 a 1692, casat primer amb Cristina de Mecklenburg-Güstrow, de qui es va divorciar el 1663, i després amb Elisabet de Bouteville.
- Sofia (1625-1670), abadessa del monestir de Rühn.
- Carles (1626-1670), duc de Mecklenburg-Mirow.
- Anna Maria (1627-1669), casada amb August de Saxònia-Weissenfels (1614-1680).
- Joan (1629-1675), duc de Meklenburg-Mirow, casat amb Elisabet de Brunsvic-Wolfenbüttel.
- Hedwig (1630-1631)
- Gustau Rudolf (1632-1670), casat amb Erdmuda de Saxònia-Lauenburg (1644-1689).
- Juliana (1633-1634)